# Wanderland
| Recensione           | Giudizio |
| -------------------- | -------- |
| Entertainment Weekly | B-       |

Wanderland è il secondo album della cantante R&B statunitense Kelis, pubblicato negli Stati Uniti il 17 ottobre 2001 dalla Virgin Records.

## Tracce
Testi e musiche di Pharrell Williams, Chad Hugo, Kelis Rogers, eccetto dove indicato.
1. Intro – 1:11
2. Young, Fresh n' New – 4:37
3. Flash Back – 3:26
4. Popular Thug (feat. Pusha T of Clipse) – 4:13 (Pharrell Williams, Chad Hugo, Terrence Thornton)
5. Daddy (feat. Malice of Clipse) – 3:50 (Pharrell Williams, Chad Hugo, Gene Thornton)
6. Scared Money – 4:00
7. Shooting Stars – 6:18
8. Digital World (feat. Roscoe) – 4:25 (Pharrell Williams, Chad Hugo, Amir Porter)
9. Perfect Day – 3:56 (Pharrell Williams, Chad Hugo, Gwen Stefani, Tony Kanal, Tom Dumont)
10. Easy Come, Easy Go – 3:33 (Pharrell Williams, Chad Hugo, Kelis Rogers, George Clinton, Abrim Tilmon, Jr., Bernard Worrell, William Collins, Lorenzo Patterson, Eric Wright, André Young)
11. Junkie – 2:58
12. Get Even – 4:12 (Pharrell Williams, Chad Hugo)
13. Mr. U.F.O. Man (feat. John Ostby) – 4:27
14. Little Suzie – 11:48

Traccia bonus
1. Smells Like Teen Spirit (Live Edited Version) – 4:38 (Kurt Cobain, Dave Grohl, Krist Novoselic) – originariamente interpretata dai Nirvana

## Classifiche
| Classifiche (2001) | Posizione massima |
| ------------------ | ----------------- |
| Francia            | 133               |
| Regno Unito        | 78                |
| Svizzera           | 79                |